# 1343
Пізнє Середньовіччя •  Реконкіста •  Ганза •  Авіньйонський полон пап •  Монгольська імперія •  Чорна смерть •  Столітня війна

## Геополітична ситуація
У Візантії триває громадянська війна (до 1347). Імператором Священної Римської імперії
є Людвіг Баварський (до 1347). У Франції править Філіп VI Валуа (до 1350).
Апеннінський півострів розділений: північ належить Священній Римській імперії, середню частину займає Папська область, південь належить Неаполітанському королівству. Деякі міста півночі: Венеція, Піза, Генуя тощо, мають статус міст-республік. Триває боротьба гвельфів та гібелінів.
Майже весь Піренейський півострів займають християнські Кастилія і Леон, Арагонське королівство та Португалія, під владою маврів залишилися тільки землі на самому півдні. Едуард III королює в Англії (до 1377), Магнус Еріксон є королем Швеції (до 1364), а його син Гокон VI — Норвегії (до 1380), королем Польщі — Казимир III (до 1370).
Руські землі перебувають під владою Золотої Орди. Триває війна за галицько-волинську спадщину між Польщею та Литвою. В Києві править князь Федір Іванович. Ярлик на володимирське князівство має московський князь Симеон Гордий (до 1353).
Монгольська імперія займає більшу частину Азії, але вона розділена на окремі улуси, що воюють між собою. У Китаї, зокрема, править монгольська династія Юань. У Єгипті владу утримують мамлюки. Мариніди правлять у Магрибі. Делійський султанат є наймогутнішою державою Індії. В Японії триває період Муроматі.
Цивілізація мая переживає посткласичний період. Почали зароджуватися цивілізація ацтеків та інків.

## Події
- Хан Золотої Орди Джанібек через конфлікти між християнами та мусульманами закрив генуезькі торговельні пости на Дону й взяв в облогу Кафу.
- В Естонії спалахнуло повстання Юрієвої ночі (1343-45) проти німецьких і данських завойовників.
- Папа римський Климент VI видав буллу Unigenitus, яка заклала підвалини в надання церквою індульгенцій.
- Климент VI дав імператору Людвігу Баварському три місяці, щоб відмовитися від титулу.
- Магнус IV відмовився від трону Норвегії на користь свого сина Гокона VI.
- Неаполітанське королівство та графство Прованс успадкувала Джованна I. Вона відмовилася коронувати свого чоловіка Андрія Угорського.
- Англія та Франція при посередництві папи римського домовилися про перемир'я на три роки.
- Богуслав V Померанський та польський король Казимир III уклали союз проти Тевтонського ордену.
- Польща та Тевтонський орден уклали Каліський мир, за яким Куявія та Добжинь поверталися полякам, тоді як Гданськ та Хелмно залишалися в руках Ордену.
- Народне повстання у Флоренції вигнало з міста диктатора Готьє де Брієнна. У Флорентійській республіці встановлено Синьойорію з 21 цеху.
- Засновано Пізанський університет.
- У Генуї почалася практика страхування.

## Народились
- Томмазо Моченіґо — 64-й венеціанський дож;
- Імператор Тьокей — 98-й Імператор Японії.

## Померли
- Ке Цзюси — китайський художник та поет часів династії Юань.